# Kjell Ove Hauge
Kjell Ove Hauge (født 20. februar 1969 i Sandane i Gloppen kommune) i Norge, er en tidligere norsk kuglestøder og diskoskaster. Han blev norsk mester fire ganger i kuglestød, men er mest kendt for at have tilstået brug af anabolske steroider i forbindelse med en skade i 1998. Han repræsenterede Gloppen Friidrettslag, og hans personlige rekord er 20,39 meter fra 1998 og 63,10 meter fra 1997.
Efter idrætskarrieren har han arbejdet som idrætslærer og er nu rektor ved Kuben videregående skole, Oslos største videregående skole.